# Theodor Schüz

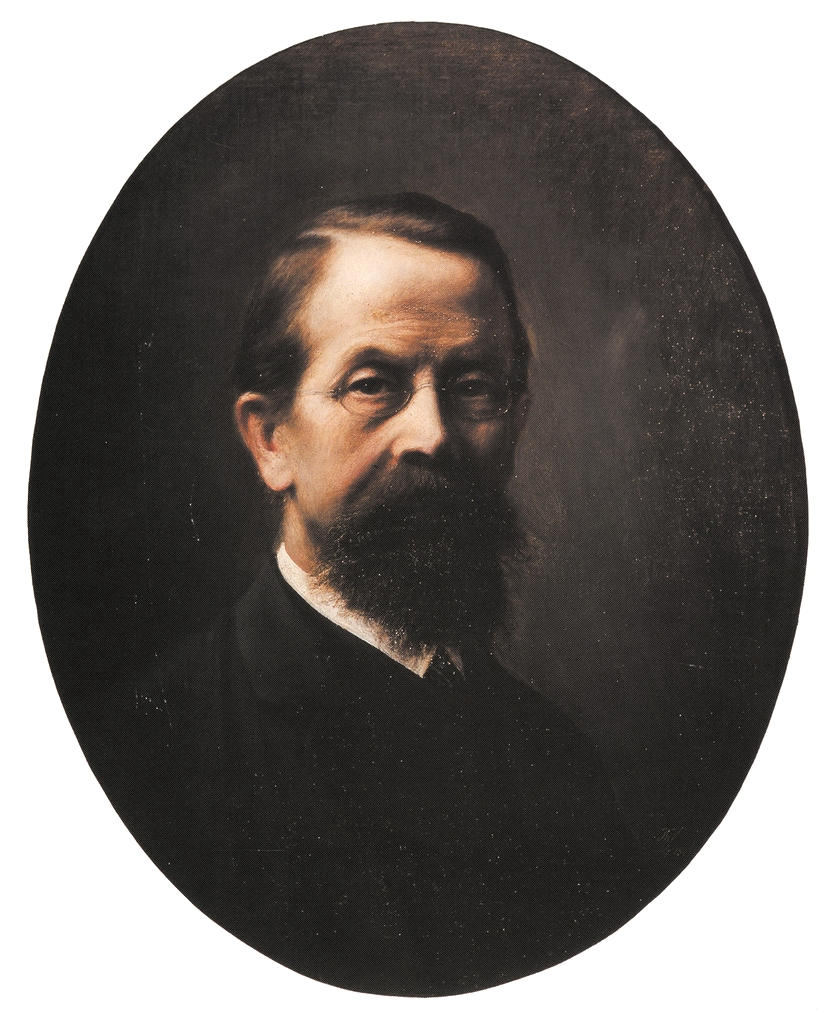
Theodor Schüz, Selbstporträt, 1896, Stadtmuseum Tübingen

Theodor Christoph Schüz (* 26. März 1830 in Tumlingen; † 17. Juni 1900 in Düsseldorf) war ein deutscher Maler der Düsseldorfer Schule.

## Leben

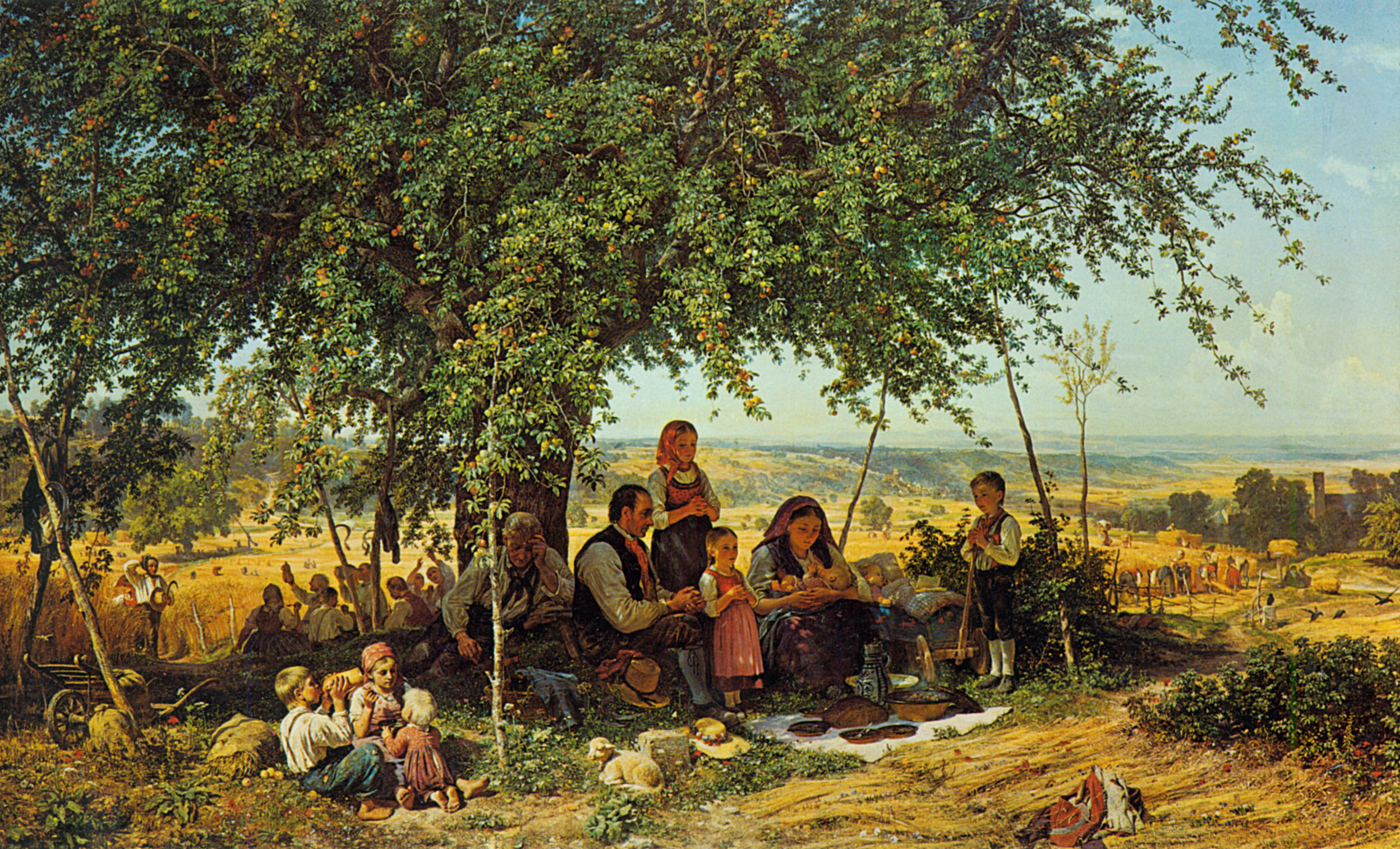
Mittagsgebet bei der Ernte, Öl auf Leinwand, 1861

Schüz war jüngster Sohn einer evangelischen Pfarrersfamilie. Zunächst machte er eine Ausbildung als Notar in Herrenberg. Anschließend begann er in Stuttgart ein Kunststudium, das im Oktober 1856 in der Antikenklasse der Akademie in München fortsetzte. Schüz wurde dort Meisterschüler des angesehenen Historienmalers Carl von Piloty. 1866 zog er nach Düsseldorf, wo er am 17. Juni 1900 starb. Seine Söhne Friedrich und Hans waren ebenfalls Maler, sein Sohn Martin, der Aquarelle malte, wurde evangelischer Pfarrer in Haigerloch.
Einem breiteren Publikum wurde er als Illustrator der Jugendwerke Ottilie Wildermuths bekannt. Sein bekanntestes Bild, „Mittagsgebet bei der Ernte“, malte Schüz im Jahre 1861. Es kam 1862 in den Besitz des Vorläufers der Staatsgalerie Stuttgart und war 1867 auf der Weltausstellung in Paris ausgestellt. Sein Malstil ist spätromantisch, und in diesem Bild wird auch seine religiöse Prägung deutlich.